# 藤原真書
藤原 真書（ふじわら の まふみ）は、平安時代初期の貴族。藤原南家、参議・藤原巨勢麻呂の子。官位は正五位下・雅楽頭。

## 経歴
従五位下に叙爵後、桓武朝末の延暦23年（804年）豊後守に任ぜられる。
平城朝での動静は明らかでないが、弘仁元年（810年）9月の薬子の変終結後に行われた任官で縫殿頭に任ぜられると、3日後に大膳亮、10月に大蔵少輔、翌弘仁2年（811年）正月には雅楽頭と、短期間に複数の官職を転々とした。
弘仁7年（816年）従五位上に昇叙され、のち正五位下に至る。

## 官歴
『日本後紀』による。
- 時期不詳：従五位下
- 延暦23年（804年） 正月24日：豊後守
- 弘仁元年（810年） 9月16日：縫殿頭。9月19日：大膳亮。10月19日：大蔵少輔
- 弘仁2年（811年） 正月11日：雅楽頭
- 弘仁7年（816年） 正月7日：従五位上
- 時期不詳：正五位下[1]